# Open Internacional Femení Solgironès 2025 - Doppio
Il doppio femminile del torneo di tennis professionistico Open Internacional Femení Solgironès 2025, facente parte della categoria WTA 125 nell'ambito del WTA 125 2024, si gioca dal 2 al 6 aprile 2025 a La Bisbal d'Empordà, in Spagna.
Miriam Škoch e Anna Sisková erano le detentrici del titolo, ma Škoch ha scelto di partecipare al concomitante torneo di Adalia. Sisková ha fatto coppia con Magali Kempen e si è riconfermata campionessa sconfiggendo in finale Darja Semeņistaja e Nina Stojanović con il punteggio di 7-6(1), 6-1.

## Teste di serie
1. Magali Kempen /  Anna Sisková (Campionesse)

1. Nao Hibino /  Tang Qianhui (quarti di finale)

## Wildcard
1. Marina Bassols Ribera /  Guiomar Maristany (quarti di finale)

## Alternate
1. Darja Semeņistaja /  Nina Stojanović (finale)

## Tabellone

### Legenda
| - Q = Qualificato - WC = Wild card - LL = Lucky loser | - ALT = Alternate - SE = Special Exempt - PR = Protected Ranking | - w/o = Walkover - r = Ritirato - d = Squalificato |

|  | Quarti di finale | Quarti di finale             | Quarti di finale             | Quarti di finale | Quarti di finale |  |  | Semifinali | Semifinali                  | Semifinali                  | Semifinali                        | Semifinali                        |    |   | Finale | Finale                     | Finale                     | Finale | Finale |  |
|  |                  |                              |                              |                  |                  |  |  |            |                             |                             |                                   |                                   |    |   |        |                            |                            |        |        |  |
|  | 1                | M Kempen A Sisková           | M Kempen A Sisková           | 6                | 6                |  |  |            |                             |                             |                                   |                                   |    |   |        |                            |                            |        |        |  |
|  | WC               | M Bassols Ribera G Maristany | M Bassols Ribera G Maristany | 2                | 0                |  |  | 1          | M Kempen A Sisková          | M Kempen A Sisková          | 6                                 | 7                                 |    |   |        |                            |                            |        |        |  |
|  |                  | A Bolsova Y Cavallé Reimers  | A Bolsova Y Cavallé Reimers  | 6                | 6                |  |  |            | A Bolsova Y Cavallé Reimers | A Bolsova Y Cavallé Reimers | 3                                 | 5                                 |    |   |        |                            |                            |        |        |  |
|  |                  | E Silva K Zimmermann         | E Silva K Zimmermann         | 2                | 4                |  |  |            |                             |                             |                                   |                                   |    |   | 1      | Magali Kempen Anna Sisková | Magali Kempen Anna Sisková | 7      | 6      |  |
|  | Alt              | D Semeņistaja N Stojanović   | D Semeņistaja N Stojanović   | 6                | 6                |  |  |            |                             | Alt                         | Darja Semeņistaja Nina Stojanović | Darja Semeņistaja Nina Stojanović | 61 | 1 |        |                            |                            |        |        |  |
|  |                  | E Cascino L Salden           | E Cascino L Salden           | 4                | 4                |  |  | Alt        | D Semeņistaja N Stojanović  | 4                           | 6                                 | [12]                              |    |   |        |                            |                            |        |        |  |
|  |                  | I Haverlag A Rosolska        | 4                            | 6                | [10]             |  |  |            | I Haverlag A Rosolska       | 6                           | 4                                 | [10]                              |    |   |        |                            |                            |        |        |  |
|  | 2                | N Hibino Q Tang              | 6                            | 2                | [5]              |  |  |            |                             |                             |                                   |                                   |    |   |        |                            |                            |        |        |  |